# Caelius Aurelianus
Caelius Aurelianus – lekarz rzymski praktykujący w V wieku n.e. Jest znany z tłumaczeń prac greckich i łacińskich Soranusa z Efezu Zapalne i chroniczne choroby.
Istnieją dwa tłumaczenia Aurelianusa prac Soranusa z Efezu (II wiek n.e.): Tardae oraz Chronicae Passiones. Tłumaczenia te są szczególnie ważne, gdyż oryginały się nie zachowały. Istnieje też fragment pracy Medicinales Responsiones, także adaptacji pracy Soranusa.